# Chiesa di Santa Maria in Regola
La chiesa di Santa Maria in Regola, in via Cosimo Morelli, è con tutta probabilità la più antica di Imola tra quelle tuttora esistenti. Dalla fondazione al 1796 è stata un'abbazia.

## Storia dell'abbazia
La citazione più antica del complesso religioso appare in un documento del 16 settembre del 998. Le indagini archeologiche e l'esame delle opere ancora presenti all'interno della chiesa (tra cui lo splendido altare maggiore) confermano l'ipotesi che l'edificio fu costruito al tempo dell'Esarcato di Ravenna (fine VI-metà VIII secolo). Dotata di un proprio cimitero e della facoltà di amministrare i sacramenti, in particolare l'unzione degli infermi, l'abbazia, i cui possedimenti urbani si concentravano nella parte orientale della via Emilia, ebbe un ruolo di primo piano nella vita religiosa, politica e sociale della città. L'abbazia appartenne sin dalla fondazione all'Ordine dei Benedettini.
Nella seconda metà dell'XI secolo vi furono rogate le concessioni del vescovo Morando con le quali egli cedeva alla cittadinanza i diritti di teloneum (dazio sulle merci in transito) e di publicum actum (esazione delle imposte dirette). Nel XIV secolo, durante la reggenza di Uberto da Novara (1365-1405), l'antico edificio fu sostituito con un nuovo tempio di matrice gotica. A questo periodo sembrano risalire i frammenti pittorici rinvenuti nei muri perimetrali interni. Uberto, devoto a San Sigismondo, commissionò un'arca in pietra e un reliquiario del santo.
I monaci benedettini abbandonarono definitivamente la sede nel 1444. Nel 1564 chiesa e monastero furono ceduti ai monaci Olivetani. Sullo scorcio del Settecento, quando il monastero di Santa Maria in Regola era tra i maggiori proprietari terrieri della città, il cardinal Bandi si attivò per il completo rifacimento, che fu affidato al celebre architetto Cosimo Morelli. La prima pietra fu posta il 6 aprile 1780, mentre la consacrazione, ad opera del cardinale Barnaba Chiaramonti, si tenne sei anni più tardi.
Nel 1796 Imola fu invasa dalle truppe napoleoniche. Due anni dopo gli ordini monastici furono soppressi e i beni ecclesiastici furono confiscati dai francesi. L'abbazia fu convertita in parrocchia secolare e affidata ad un parroco diocesano. Nel 1815 i religiosi ritornarono in possesso della sola chiesa. Il chiostro fu adibito a caserma (vi si insediò la Gendarmeria pontificia), funzione che esercita ancora oggi (vi ha sede l'Arma dei Carabinieri). La Santa Sede nominò un abate commendatario; dopo il 1843, anno della morte di Giacomo Giustiniani, non fu più nominato nessun abate. Nel 1853 Pio IX decise il passaggio dei beni dell'abbazia alla Santa Sede (furono dati in gestione alla Camera degli Spogli).
Fino al 1866 i beni immobili erano ancora di proprietà della Santa Sede. Quell'anno il parlamento del Regno d'Italia approvò le leggi di eversione dell'asse ecclesiastico (regio decreto 3036 del 7 luglio 1866, seguito dalla legge 3848 del 15 agosto 1867), in base alle quali le proprietà dell'abbazia furono incamerate dal Demanio dello Stato. La Santa Sede fece immediatamente causa allo Stato italiano, ottenendo la restituzione della sola chiesa. Gli altri beni furono venduti all'asta nel 1885.

## Descrizione

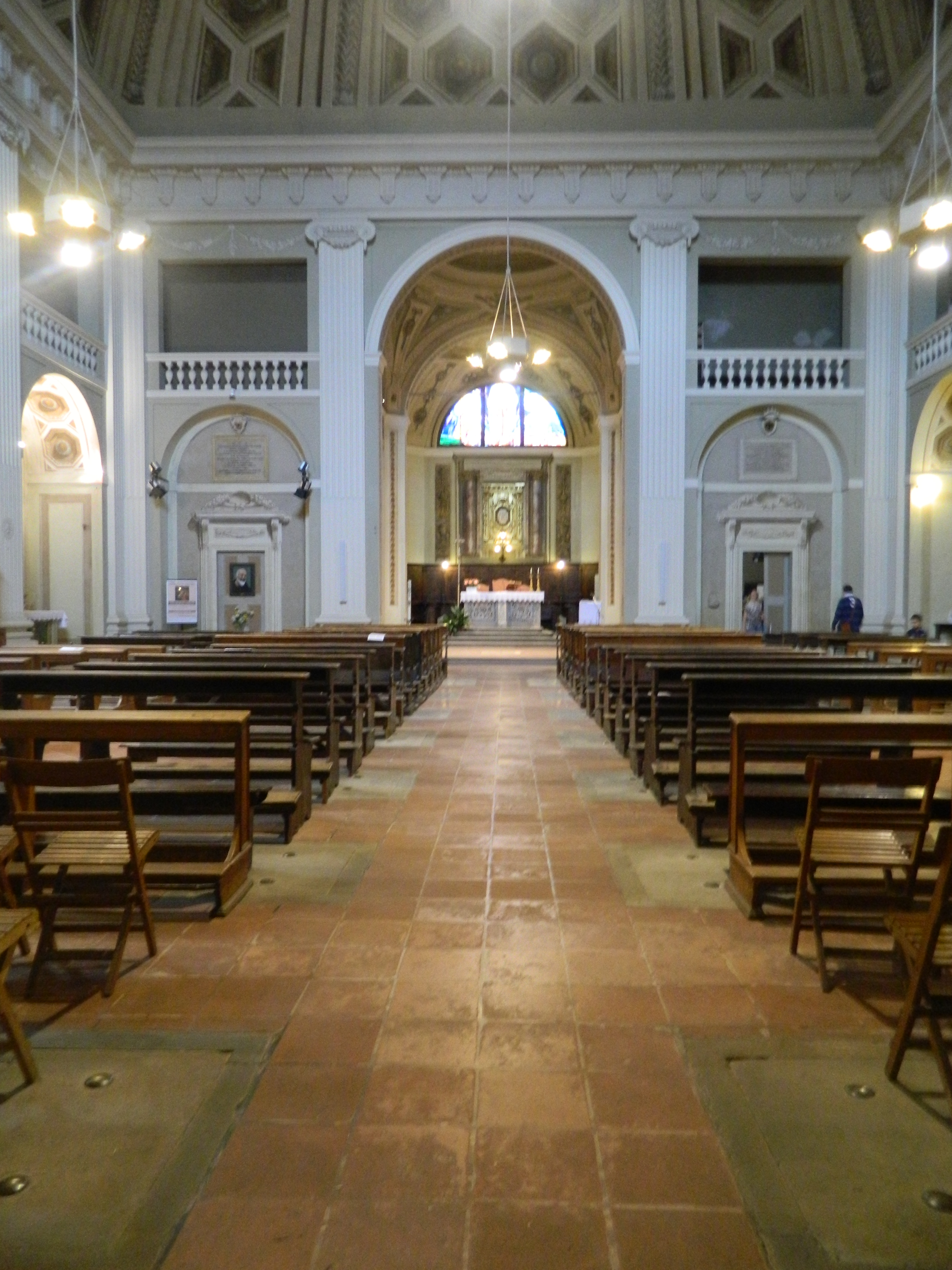
L'interno

La facciata ad alta fronte barocca, con una decorazione di ordine dorico, presenta all'interno una struttura ad aula quasi quadrata, coperta da una volta dipinta a cassettoni nella quale si finge prospetticamente un cupolino. Nella seconda cappella a sinistra figurano il sarcofago in marmo bianco di san Sigismondo del 1372 e una lapide in cui compare un pellegrino inginocchiato di fronte a san Sigismondo. Di particolare interesse è l'altare maggiore, caratterizzato da due plutei (balaustre) di foggia bizantina che riportano tre iscrizioni. In una di esse si legge il nome "Basilio".
Attiguo alla chiesa (sul lato sud) vi è il chiostro dell'ex convento degli Olivetani, presenti ad Imola a partire dal 1564. L'opera, che risale al 1631, è da attribuire probabilmente all'architetto Ercole Fichi († 1665). Costruito in mattoni, sono tuttora visibili le cornici e gli stemmi dell'ordine (i Tre monti) in cotto. A quattro angoli sono dipinte scene di vita di San Sigismondo (il cui sarcofago è conservato all'interno della chiesa).
A pochi metri dalla chiesa vi è il campanile, che si presenta nel suo aspetto intatto dal 1180. Definito in un documento del 1047 torre longa, esso presenta una forma tonda irregolare con monofore a tutto sesto che nel corso del XIII secolo sono state chiuse quando si è deciso di sopraelevare la struttura e costruire la nuova cella campanaria con bifore a sesto acuto. Il campanile è l'unica testimonianza esistente dell'antica abbazia che si è conservato nel suo aspetto originale fino ad oggi. Conserva quattro campane alla bolognese intonate secondo il quarto maggiore di Sol3 (Sol3, La3, Si3, Re4). Inizialmente cinque, furono esposte a Milano nel 1896 e successivamente acquistate dalla Parrocchia di Santa Maria in Regola. Sono state fuse dalla fonderia Daciano Colbachini di Padova. Le tre maggiori sono del 1895 e la minore del 1896.

## Reliquie
Due importanti reliquie sono associate all'abbazia di Santa Maria in Regola:
- il braccio di San Sigismondo (oggi conservato nel Museo Diocesano);
- il Velo della Vergine (il velo che le contorna il volto: quello raffigurato ad es. nel famoso dipinto di Giotto Madonna col Bambino). Il drappo, in lino bianco, misura circa cm 107 x 58. Di forma rettangolare, è piegato più volte ed è inserito in una teca (oggi la teca è conservata nel Museo Diocesano).[9]